# کالاآلیت

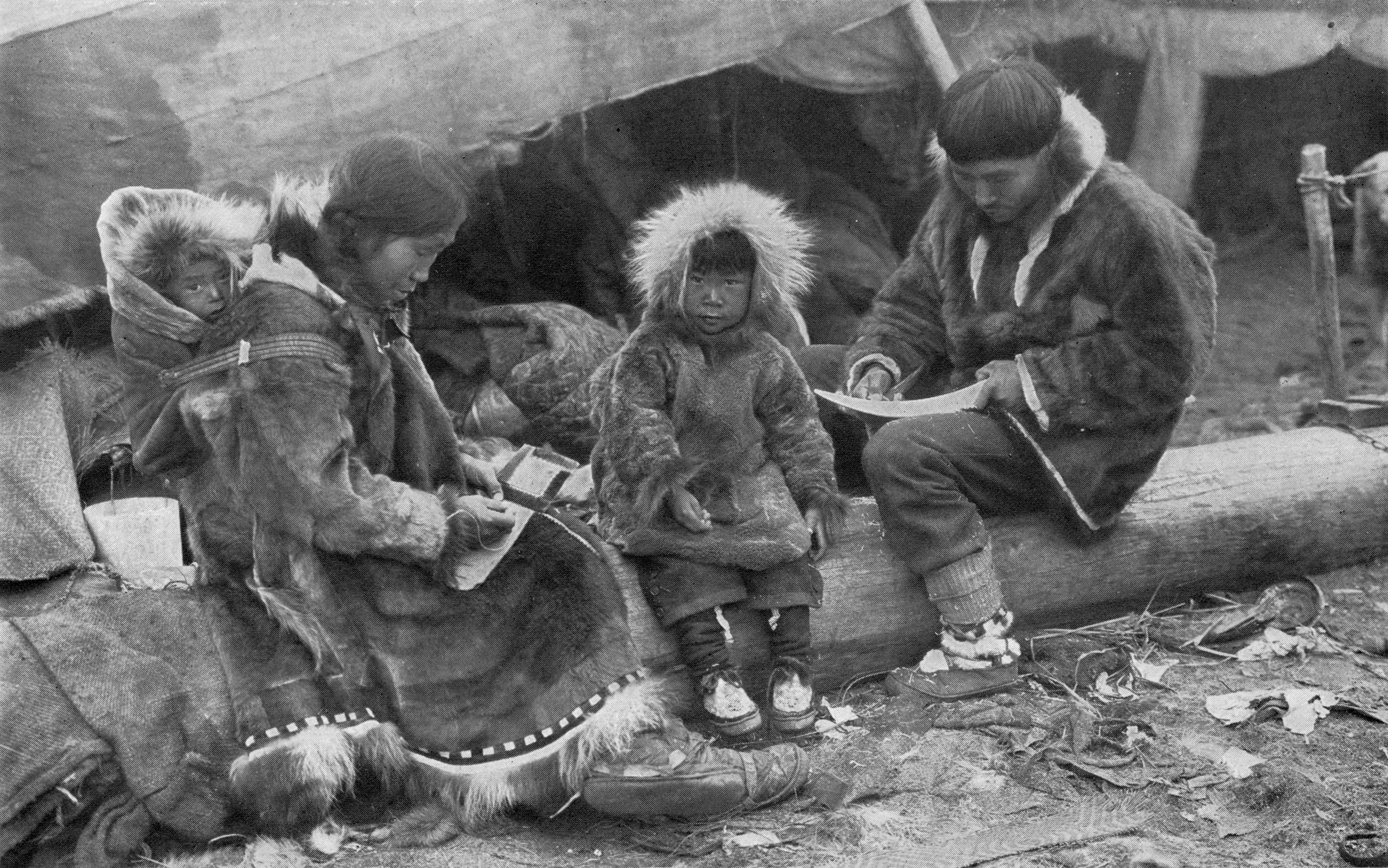
یک خانواده کالالیت در سال ۱۹۱۷

کالاآلیت گروهی از سرخپوستان ساکن در جزیره گرینلند هستند که حدود ۸۸ درصد جمعیت آن منطقه را تشکیل می‌دهند.کالالیت‌ها که به زبان کالالیسوت تکلم می‌کنند از قبایل اینوئیت شمرده شده و جمعیتی حدود پنجاه هزار نفر را دارند.هنر ساخت انواع نقاب از پوست حیوانات برجسته‌ترین فعالیت هنری فرهنگی آنان را شامل می‌شود.